# Palaeopsylla hamata
Palaeopsylla hamata är en loppart som beskrevs av Peus 1964. Palaeopsylla hamata ingår i släktet Palaeopsylla och familjen mullvadsloppor. Inga underarter finns listade i Catalogue of Life.